# Omar Elabdellaoui
Omar Elabdellaoui (Surnadal, 5 december 1991) is een Noors voormalig voetballer van Marokkaanse afkomst, die bij voorkeur als middenvelder of vleugelaanvaller speelde. Hij is een neef van oud-voetballers en Mohammed Abdellaoue en Mustafa Abdellaoue.

## Clubcarrière
Elabdellaoui begon met voetballen in de jeugd van Skeid Fotball, dat hij in 2008 verruilde voor de jeugdopleiding van Manchester City FC. Dat verhuurde hem in 2011 aan Strømsgodset IF, waarvoor hij zijn debuut op het hoogste niveau maakte. Met ingang van de zomer van 2012 verhuurde Manchester City Elabdellaoui voor een jaar aan Feyenoord. Op 14 januari 2013 keerde hij voortijdig terug naar Manchester City. Op 20 januari 2013 werd bekend dat Eintracht Braunschweig, op dat moment aan kop in de 2. Bundesliga, Elabdellaoui voor de rest van het seizoen huurde van The Citizens, met een optie tot koop. In mei 2013 maakte Braunschweig bekend Elabdellaoui definitief in te lijven. Hij promoveerde met de club naar de Bundesliga en speelde in het seizoen 2013/14 in vrijwel alle competitieduels mee. Na dat seizoen vertrok hij naar Griekenland, waar hij ging spelen voor Olympiakos Piraeus, waar hij zes jaar onder contract zou staan. In januari 2017 werd hij voor een halfjaar verhuurd aan het Engelse Hull City. In 2020 maakte hij de overstap naar Galatasaray. In september 2022 werd zijn contract ontbonden.

### Ongeluk
Tijdens de jaarwisseling tussen 2020 en 2021 raakte Elabdellaoui zwaargewond na een ongeluk met vuurwerk. Hij hield er oogletsel en brandwonden aan over en bleef lang uit de roulatie bij Galatasaray. In juli kwam het nieuws naar buiten dat hij de trainingen had hervat apart van het team.
Na enkele oefenwedstrijden te hebben meegespeeld begin 2022, speelde hij zijn eerste professionele wedstrijd op 21 februari 2022. Hij speelde de hele wedstrijd mee en wist met zijn team met 2-3 winnen tegen Göztepe.

## Clubstatistieken
| Seizoen | Club                     | Land                 | Competitie     | Competitie | Competitie | Beker | Beker | Internationaal | Internationaal | Totaal | Totaal |
| Seizoen | Club                     | Land                 | Competitie     | Wed.       | Dlp.       | Wed.  | Dlp.  | Wed.           | Dlp.           | Wed.   | Dlp.   |
| ------- | ------------------------ | -------------------- | -------------- | ---------- | ---------- | ----- | ----- | -------------- | -------------- | ------ | ------ |
| 2010/11 | Manchester City          | Vlag van Engeland    | Premier League | 0          | 0          | 0     | 0     | 0              | 0              | 0      | 0      |
| 2011    | → Strømsgodset           | Vlag van Noorwegen   | Eliteserien    | 10         | 1          | 0     | 0     | 0              | 0              | 10     | 1      |
| 2012/13 | → Feyenoord              | Vlag van Nederland   | Eredivisie     | 5          | 0          | 1     | 0     | 1              | 0              | 7      | 0      |
| 2012/13 | → Eintracht Braunschweig | Vlag van Duitsland   | 2. Bundesliga  | 14         | 0          | 0     | 0     | —              | —              | 14     | 0      |
| 2013/14 | Eintracht Braunschweig   | Vlag van Duitsland   | Bundesliga     | 29         | 1          | 1     | 0     | —              | —              | 30     | 1      |
| 2014/15 | Olympiakos Piraeus       | Vlag van Griekenland | Super League   | 24         | 1          | 0     | 0     | 8              | 0              | 32     | 1      |
| 2015/16 | Olympiakos Piraeus       | Vlag van Griekenland | Super League   | 20         | 2          | 2     | 0     | 7              | 0              | 29     | 2      |
| 2016/17 | Olympiakos Piraeus       | Vlag van Griekenland | Super League   | 2          | 0          | 1     | 1     | 1              | 0              | 4      | 1      |
| 2016/17 | → Hull City              | Vlag van Engeland    | Premier League | 8          | 0          | 1     | 0     | —              | —              | 9      | 0      |
| 2017/18 | Olympiakos Piraeus       | Vlag van Griekenland | Super League   | 19         | 1          | 2     | 0     | 6              | 0              | 27     | 1      |
| 2018/19 | Olympiakos Piraeus       | Vlag van Griekenland | Super League   | 23         | 5          | 0     | 0     | 8              | 0              | 31     | 5      |
| 2019/20 | Olympiakos Piraeus       | Vlag van Griekenland | Super League   | 21         | 1          | 2     | 0     | 15             | 0              | 38     | 1      |
| 2020/21 | Galatasaray SK           | Vlag van Turkije     | Süper Lig      | 10         | 0          | 0     | 0     | 0              | 0              | 10     | 0      |
| 2021/22 | Galatasaray SK           | Vlag van Turkije     | Süper Lig      | 1          | 0          | 0     | 0     | 0              | 0              | 1      | 0      |
| 2023    | FK Bodø/Glimt            | Vlag van Noorwegen   | Eliteserien    | 11         | 0          | 3     | 0     | 0              | 0              | 14     | 0      |
| Totaal  | Totaal                   | Totaal               | Totaal         | 197        | 12         | 13    | 1     | 46             | 0              | 256    | 13     |

## Interlandcarrière
Elabdellaoui nam in 2013 met Jong Noorwegen deel aan het Europees kampioenschap voetbal onder 21 in Israël. Daar verloor de ploeg onder leiding van bondscoach Tor Ole Skullerud in de halve finale met 3–0 van de latere toernooiwinnaar Spanje.
Onder leiding van bondscoach Egil Olsen maakte Elabdellaoui zijn debuut voor het Noors voetbalelftal op woensdag 14 augustus 2013 in de vriendschappelijke uitwedstrijd tegen Zweden (4–2). Hij werd in dat duel na 72 minuten vervangen door Espen Ruud. Ook doelpuntenmaker Stefan Johansen (Strømsgodset IF) debuteerde in die wedstrijd.

## Erelijst
Eintracht Braunschweig
- 2012/13: Promotie naar de Bundesliga

 Olympiakos Piraeus
- 2014/15: Grieks Landskampioenschap
- 2014/15: Griekse Beker
- 2015/16: Grieks Landskampioenschap
- 2016/17: Grieks Landskampioenschap
- 2019/20: Grieks Landskampioenschap

 Noorwegen -21
- Europees kampioenschap - 2013

Individueel
- 2014/15: Super League (Griekenland) team van het jaar; rechtsback
- 2018/19: Super League (Griekenland) team van het jaar; rechtsback